# Ninoe spinosa
Ninoe spinosa är en ringmaskart som beskrevs av Rioja 1941. Ninoe spinosa ingår i släktet Ninoe och familjen Lumbrineridae. Inga underarter finns listade i Catalogue of Life.